# Салідарнасць
Саліда́рнасць (укр. Солідарність) — білоруська газета. Недержавне видання, друкований орган Білоруської незалежної профспілки. Тираж газети у 2005 році становив 5400 екземплярів. Засноване у березні 1991 року видання постійно піддається утискам та гонінню зі сторони влади. У ньому є статті як російською, так і білоруською мовами. Головний редактор «Салідарнасці» — Олександр Старикевич, колишній головний редактор профспілкової газети «Білоруський час», якого звільнив новий профспілковий голова Леонід Козік, відданий Лукашенка.
Газета відновила випуск 24 квітня 2003 року після семимісячної перерви на 16 сторінках форматом А3 тиражем 10000 примірників.
3 червня 2003 року вийшов спільний випуск «Белорусской деловой газеты» та «Салідарнасці»: так редакція підтримала «БДГ», яку також забороняв режим Лукашенка.
Перед президентськими виборами 2006 року газета закрилася, тому що і «Белпошта», і «Білсоюздрук» відмовилися її поширювати — газета залишилася без засобів до існування. З 8 лютого 2006 року газета виходить тільки в інтернет-версії.
У день президентських виборів 19 грудня 2010 року більшість незалежних інтернет-ресурсів, які висвітлювали їх хід, були заблоковані, в тому числі «Салідарнасць».
У квітні 2011 року «Салідарнасць» отримала попередження від прокуратури за «дискредитацію» нації за статті про терористичний акт у мінському метро.
На новий 2012 рік «Салідарнасць» оновила вебсайт.
З серпня 2020 року сайт «Салідарнасці» є заблокованим в Білорусі. З 2021 року білоруська влада блокує і дзеркало основного сайту.

## Нагороди
- Премія Шведського ПЕН-центру[sv] «За внесок у свободу слова» (2004)[17].
- Почесний диплом Білоруської асоціації журналістів за видатну роботу журналіста Анастасії Зелянкової (2019)[18].
- Конкурс «Вольнае слова» (2020), друге місце (Тетяна Гусєва, «Салідарнасць», за серію інтерв'ю з Віктором Бабариком)[19].

У липні 2022 року онлайн-ресурси газети внесли до республіканського списку екстремістських матеріалів.